# Ход вещей
«Ход вещей» («Вот как обстоят дела»; нем. Der Lauf der Dinge, англ. The Way Things Go) — научно-популярный и артхаусный фильм 1987 г. швейцарского арт-дуэта Фишли и Вайс. Сюжет фильма представляет собой пример «машины Руба Голдберга» — длинную цепную реакцию (эффект домино) балансирующей конструкции, собранной из различных объектов повседневной жизни: шин, бутылок, колёс, сосудов с жидким азотом, горючими жидкостями и пенистыми материалами, и т. д.
Фильм является развитием серии фотографий данного дуэта под названием «Тихий день», нем. Stiller Nachmittag (1984—1985). Возможно, на создание фильма оказал влияние короткометражный сюжет швейцарца Романа Зигнера, который они видели на выставке в цюрихском Кунстхаузе в 1981 г.
В настоящее время фильм используется в европейских и американских школах как образовательный материал, а также в ряде музеев. Он получил ряд премий на международных кинофестивалях.
В 2003 году был выпущен рекламный ролик «Cog» (с англ. — «Винтик»), рекламирующий автомобиль «Honda Accord», в котором машина Голдберга была создана из деталей автомобиля. Фишли и Вайс обвинили компанию Honda в плагиате.